# 奇里比库特山狸藻
奇里比库特山狸藻（学名：Utricularia chiribiquitensis）為狸藻屬多年生小型食虫植物。其种加词“chiribiquitensis”来源于奇里比库特山（Chiribiquite）。奇里比库特山狸藻为哥伦比亚和委内瑞拉的特有种。其陆生于海拔80米至1800米的潮湿砂质稀树草原及沼泽中。